# The Promise (Freestyle Fellowship)
The Promise è il quarto album del gruppo hip hop statunitense Freestyle Fellowship, pubblicato nel 2011.
| Recensione | Giudizio |
| ---------- | -------- |
| AllMusic   | [ 1 ]    |
| Exclaim!   | positivo |

## Tracce
1. Introduction – 1:52 – Omid
2. We Are – 2:43 – Eligh
3. This Write Here – 3:32 – Omid
4. Step 2 the Side – 3:30 – Exile
5. Ambassadors – 3:57 – Kenny Segal
6. Dart – 4:24 – Myka 9
7. Gimmee – 4:12 – Kenny Segal
8. Government Lies – 2:38 – E. Super
9. Introspective – 3:58 – Bionik
10. Daddies – 4:43 – JMD
11. Candy – 4:03 – Black Milk
12. Know the Truth – 1:16 – Myka 9
13. Popular – 3:35 – Biz One
14. Promise – 4:59 – Josef Leimberg